# Вільгельм Менне
Вільгельм Менне (нім. Wilhelm Menne, 11 серпня 1910 — 27 березня 1945) — німецький академічний веслувальник.
Олімпійський чемпіон 1936 року в складі розпашної четвірки без стернового.
Чемпіон Європи 1934 (розпашні четвірки без стернового), 1935 (розпашні четвірки зі стерновим) років.